# La Hora (Guatemala)
La Hora es un periódico diario guatemalteco fundado el 19 de junio de 1920 por Clemente Marroquín Rojas. Tiene una tirada diaria de aproximadamente 10 000 ejemplares.

## Historia
El Diario La Hora fue fundado el 19 de junio de 1920 y ha sido producido en cinco épocas:
1. Inicia como semanario en su primera época.
2. La segunda época en 1926 se dio a conocer por la recia campaña en contra de la elección a la Presidencia de Jorge Ubico Castañeda.
3. La tercera época correspondió a La Hora en el exilio, que se editó esporádicamente en México 1941.
4. La cuarta época inicia el dos de noviembre de 1944, con el regreso de Clemente Marroquín Rojas, quien estuvo exiliado por su oposición al gobierno de Jorge Ubico.
5. La quinta época se cuenta a partir de 1979 después del fallecimiento de su fundador.[2]

### Primera época

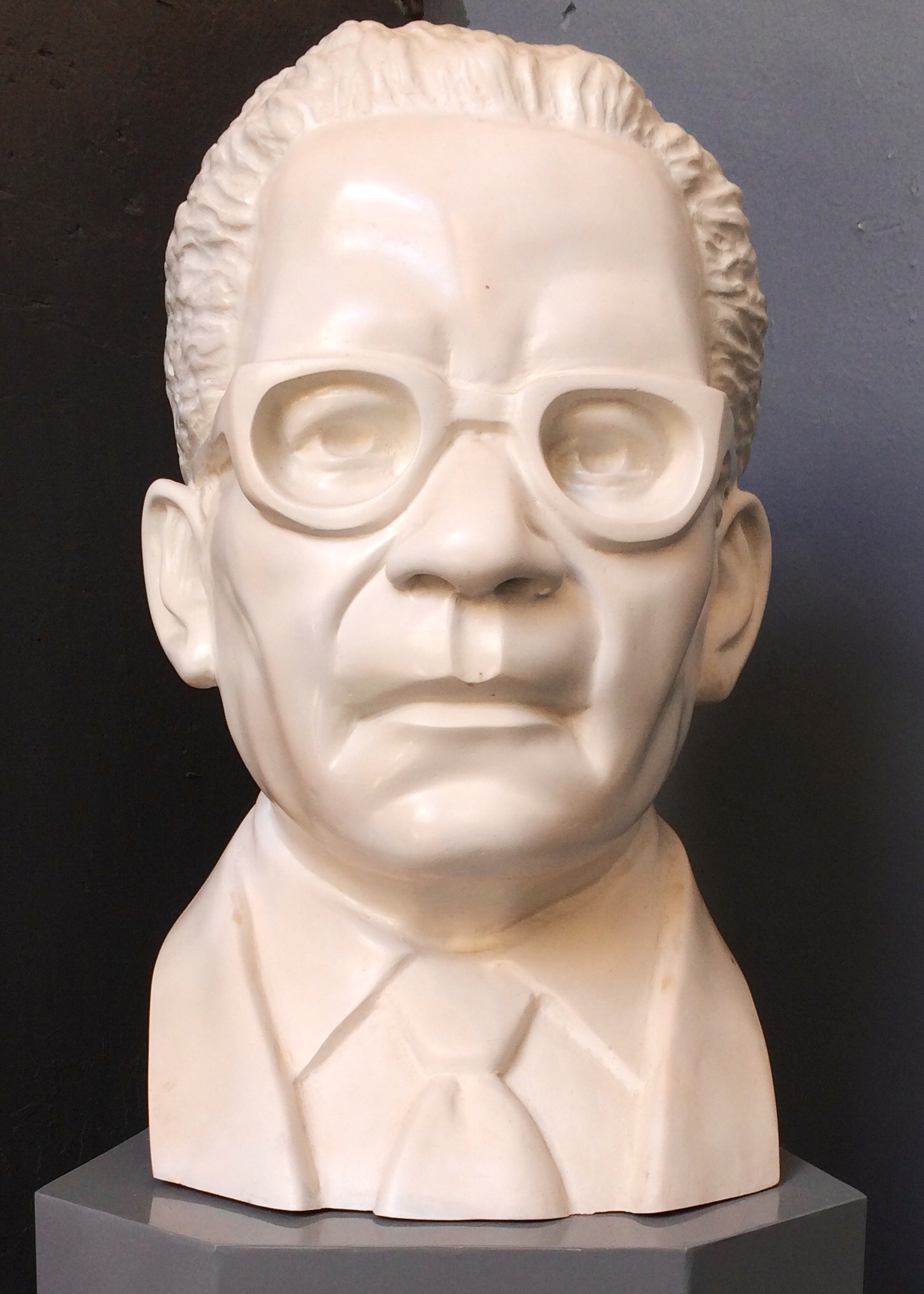
Busto de Marroquín Rojas en la Hemeroteca Nacional de Guatemala

Clemente Marroquín Rojas se dio cuenta de que mientras no tuviera un periódico propio no podía decir su verdad, porque la libertad de expresión del pensamiento es un mito. Marroquín Rojas había experimentado la decepción y frustración de que le silenciaran su voz cuando así convenía al dueño de los dos o tres diarios y periódicos donde había trabajado. Funda entonces su periódico, por entonces semanal, intitulado La Hora, Semanario de política y variedades.
La Hora sacudió a la Guatemala del gobierno de Carlos Herrera y Luna, sucesor de Estrada Cabrera, ya que el periodista jalapeco estaba demostrando el poder de la palabra escrita, sin importarle los peligros a que se exponía. Después de incidentes con familias poderosas de Guatemala se trató de alejar del suelo patrio a Marroquín Rojas, aprovechando que Álvaro Obregón tomaría posesión de la Presidencia de México en noviembre de 1920. Varios periodistas guatemaltecos fueron invitados para asistir al acontecimiento y entre ellos estaba Marroquín Rojas, documentados con un pasaporte colectivo; una vez en la capital azteca Marroquín Rojas fue excluido del pasaporte colectivo para que se quedara desterrado en México, pero gracias a la inteligencia y astucia de Marroquín, logró llegar a la frontera con Guatemala y pasó el Suchiate junto con el grupo de periodistas para poder entrar a Guatemala.
En el artículo “La Sombra de Walker nos Asecha” se pronuncia contra el poder de Estados Unidos en Guatemala, pues se rumoraba que los estadounidenses pretendían sacar al expresidente Estrada Cabrera de Guatemala en el buque Tacoma; en ese entonces, la influencia estadounidense en el país era considerable, debido a las concesiones que hiciera Estrada Cabrera a las empresas de ese país. El Ministro Plenipotenciario estadounidense y dos o tres miembros más del Cuerpo Diplomático se presentan ante el Ministro de Relaciones Exteriores para pedir el inmediato castigo de Marroquín Rojas, quien se apresuró a ordenar la captura del autor del artículo sobre el Tacoma; un Juez de Paz los enjuició y dictó auto de prisión pero, el de primera instancia revocó la sentencia y mandó ponerlos en libertad. Sin embargo, los tres ministros estaban decididos a complacer al diplomático estadounidense y ordenaron que no se cumpliera el fallo judicial. Se recurrió entonces a la Corte de Apelaciones y una de sus salas ordenó la inmediata libertad de los acusados y aun el procesamiento del Jefe de la Policía por desobedecer los mandatos judiciales. Se les declaró para esperar que se ejecutara la orden de libertad. La cólera del Ministro estadounidense fue grande y amenazó con retirarse si el periodista atrevido no era castigado; solicitó entonces al Decano del Cuerpo Diplomático, el Ministro Plenipotenciario de España, que reuniera a los colegas para tratar el asunto. Pero los españoles en 1920 todavía tenían fresca la guerra contra los Estados Unidos por Cuba en 1898, y el Ministro español dio por terminado el asunto.

#### Registro de Identificación, Primera Época
Tomado de:  Rodríguez, A.L. Historia de diario La Hora y su contribución al periodismo guatemalteco. Tesis licenciatura de Ciencias de Comunicación, Ciudad de Guatemala: USAC. 2007
| Categoría                                             | Descripción                                                     |
| ----------------------------------------------------- | --------------------------------------------------------------- |
| Nombre                                                | La Hora                                                         |
| Lugar                                                 | Guatemala                                                       |
| Lema u otra indicación                                | Semanario de Política y Variedades                              |
| Índole                                                | Política                                                        |
| Primer Director                                       | Br. J. Virgilio Zapata                                          |
| Periodicidad                                          | Semanal                                                         |
| Dirección y Administración                            | 10.ª. Calle Oriente Número 15A Ciudad de Guatemala, Guatemala   |
| Tamaño                                                | Estándar                                                        |
| Precio                                                | Suscripción - Mensual: 10 Pesos - Ejemplar suelto: 3 Pesos      |
| Número de páginas                                     | Cuatro                                                          |
| Ilustraciones                                         | Ninguna                                                         |
| Avisos                                                | Anuncios publicitarios                                          |
| Imprenta                                              | Nombre: “El Sol” Lugar: Ciudad de Guatemala Sistema: Linotipia  |
| Lugar de conservación de las colecciones              | - Diario La Hora - Hemeroteca Nacional Clemente Marroquín Rojas |
| Día de Publicación                                    | Sábado                                                          |
| Naturaleza de las noticias                            | Política                                                        |
| Origen o procedencia de las Noticias                  | Políticas y colaboradores                                       |
| Interrupción, y la causa de ellas                     | Políticas y económicas                                          |
| Zona principal de difusión                            | Ciudad de Guatemala                                             |
| Fecha de aparición                                    | 19 de junio de 1920                                             |
| Fecha de desaparición                                 | 21 de junio de 1921                                             |
| Causas de desaparición                                | Razones políticas                                               |
| Corresponsales o agentes                              | Ninguno                                                         |
| Pseudónimos que figuran                               | Ninguno                                                         |
| Acontecimientos más importantes en la vida del diario | Cuando encarcelan a uno de sus directores por un editorial.     |

### Segunda época
Tras regresar a Guatemala después del exilio en Honduras, Marroquín iniciara la segunda época de La Hora.

“Hace seis años La Hora cumplió una misión en la política del país. Hoy en su segunda etapa, esperamos que cumpla también otra misión. Entonces combatimos un desbarajuste. Ahora combatiremos lo que se presente contrario a los intereses del país”. 

Dedicado a escribir para el diario, Marroquín Rojas tenía problemas económicos debido a que debía cancelar la deuda adquirida por la compra de maquinaria tipográfica adquirida al crédito a El Imparcial, que estaba cambiando y modernizando sus talleres. Aunque en sus memorias Marroquín Rojas que La Hora entró en su segunda etapa con el exclusivo fin de desbaratar la candidatura del general Jorge Ubico Castañeda, este periódico fue decisivo en el triunfo de Lázaro Chacón en 1,926, pues en él se publicaron antiguos atropellos de Ubico Castañeda como Jefe Político del presidente Manuel Estrada Cabrera en varios departamentos de Guatemala. Con este triunfo electoral La Hora había cumplido su misión; cansado y temiendo por su integridad física Marroquín decide alejarse de Guatemala, luego de pagar sus deudas y reunir algún dinero para irse a Europa.
El 5 de enero de 1927 salió rumbo a Europa y sus adversarios comentaron que el pago por su campaña chaconista fue muy bien remunerado, José A. Quiñónez y Gustavo Martínez Nolasco quedaron a cargo de la Hora.

#### Registro de Identificación, Segunda época
Tomado de:  Rodríguez, A.L. Historia de diario La Hora y su contribución al periodismo guatemalteco. Tesis licenciatura de Ciencias de Comunicación, Ciudad de Guatemala: USAC. 2007
| Categoría                                             | Descripción |
| ----------------------------------------------------- | --- |
| Nombre                                                | La Hora |
| Lugar                                                 | Guatemala |
| Lema u otra indicación                                | Semanario de Política y Variedades |
| Índole                                                | Política |
| Primer Director                                       | Clemente Marroquín Rojas |
| Administrador                                         | Maxiliano Moreno Palomo |
| Otros colaboradores                                   | José Luis Barcal Max Moreno Palomo José Palmieri Calderón |
| Periodicidad                                          | Diario |
| Dirección y Administración                            | La Hora, Pasaje Coloma Oriente Ciudad de Guatemala, Guatemala |
| Tamaño                                                | Estándar |
| Precio                                                | Suscripción - Mensual: 30 Pesos - Ejemplar suelto: 5 Pesos |
| Número de páginas                                     | Cuatro |
| Ilustraciones                                         | Sí |
| Avisos                                                | Sí |
| Imprenta                                              | Nombre: “La Hora” Lugar: Ciudad de Guatemala Sistema: Linotipia |
| Lugar de conservación de las colecciones              | - Diario La Hora - Hemeroteca Nacional Clemente Marroquín Rojas |
| Día de Publicación                                    | Lunes a sábado |
| Naturaleza de las noticias                            | Política |
| Origen o procedencia de las Noticias                  | Políticas y colaboradores |
| Interrupción, y la causa de ellas                     | Políticas y económicas |
| Zona principal de difusión                            | Ciudad de Guatemala |
| Fecha de aparición                                    | 1926 |
| Fecha de desaparición                                 | 1926 |
| Causas de desaparición                                | Se terminó la contienda electoral para suceder a José María Orellana, y el general Jorge Ubico Castañeda fue derrotado. |
| Corresponsales o agentes                              | Ninguno |
| Pseudónimos que figuran                               | Ninguno |
| Acontecimientos más importantes en la vida del diario | Se inició con la intención de apoyar la candidatura del licenciado Baudilio Palma y de bloquear la del general Jorge Ubico Castañeda para la presidencia de Guatemala; pero por ser el general Lázaro Chacón el candidato con mayores posibilidades, este resultó el triunfador de la contienda electoral. La campaña de desprestigio contra el general Ubico Castañeda llevaba por nombre Desnudando al Ídolo |

### Tercera época
Marroquín Rojas fue candidato para la municipalidad de Jalapa, pero no pudo ejercer el puesto, ya que el Jefe Político de la localidad lo acusó de haber impreso libelos en los que se atacaba al general Ubico Castañeda. A pesar de que capturaron al responsable de la edición de volantes (el hondureño Juan Pablo Wenright, Marroquín Rojas tuvo que salir del país, y se dirigió a El Salvador. Luego viajó a diferentes ciudades de Centroamérica, cumpliendo su palabra de no escribir nada con respecto a Ubico.
Sin embargo, durante su exilio le hicieron llegar un documento que estaba redactado por Rafael Cardona, donde se describían anécdotas, incluyendo la visita que Clemente Marroquín Rojas realizó al gobernante en 1931. Y fue para aclarar las calumnias que empezó a escribir en contra de la administración del Presidente Ubico. Cuando llegó a México, empezó una vez más La Hora y la distribuyó en Guatemala a escondidas. Asimismo, en el año de 1944 Marroquín Rojas, le envió una serie de memoriales al Presidente Franklin Delano Roosevelt, donde le exigía le retiraran el apoyo político a Ubico Castañeda. El Presidente Jorge Ubico dio instrucciones al embajador de Guatemala, con el propósito de solicitarle al gobierno mexicano, que impidiera la publicación del medio. Sin embargo el mismo embajador, sugirió que se editara La Hora, con pie de imprenta del alguna población de Guatemala, y si fuera posible cambiándole el nombre a El Demócrata. Cuando La Hora era enviada desde México hasta la capital de Guatemala, era leída por la población a pesar del enojo de Ubico. El Presidente, quien tenía informantes, logró averiguar que La Hora era ingresada al país por los “braceros” en la frontera con Tapachula.
Al terminar la dictadura de Ubico Castañeda, Marroquín regresó a Guatemala.

#### Registro de Publicación, Tercera época
Tomado de:  Rodríguez, A.L. Historia de diario La Hora y su contribución al periodismo guatemalteco. Tesis licenciatura de Ciencias de Comunicación, Ciudad de Guatemala: USAC. 2007
| Categoría                                             | Descripción |
| ----------------------------------------------------- | --- |
| Nombre                                                | El Demócrata |
| Lugar                                                 | México |
| Lema u otra indicación                                | “Todo pueblo tiene el deber de conquistar su libertad” ha dicho repetidas veces el Presidente Roosevelt. Los guatemaltecos estamos dispuestos a cumplir ese “Deber”. |
| Índole                                                | Política |
| Primer Director                                       | Clemente Marroquín Rojas |
| Otros colaboradores                                   | Vicente Letona Francisco Sarti |
| Periodicidad                                          | Irregular |
| Dirección y Administración                            | La Hora, Pasaje Coloma Oriente Ciudad de Guatemala, Guatemala |
| Tamaño                                                | Media carta |
| Precio                                                | Se distribuía clandestina y gratuitamente en Guatemala |
| Número de páginas                                     | Cuatro |
| Ilustraciones                                         | Ninguna |
| Avisos                                                | Ninguno |
| Imprenta                                              | Nombre: “La Hora” Lugar: Ciudad de México |
| Lugar de conservación de las colecciones              | - Diario La Hora - Hemeroteca Nacional Clemente Marroquín Rojas |
| Día de Publicación                                    | Irregular |
| Naturaleza de las noticias                            | Política |
| Origen o procedencia de las Noticias                  | |
| Interrupción, y la causa de ellas                     | |
| Zona principal de difusión                            | Regiones de México y de Guatemala |
| Fecha de aparición                                    | 1941 |
| Fecha de desaparición                                 | 1943 |
| Causas de desaparición                                | Se inicia la lucha revolucionaria en contra el general Ubico Castañeda, y Marroquín Rojas regresa a Guatemala para ser participante activo.                          |
| Corresponsales o agentes                              | Ninguno |
| Pseudónimos que figuran                               | Ninguno |
| Acontecimientos más importantes en la vida del diario | Ninguno |

### Cuarta época
Diario La Hora comienza a circular nuevamente en Guatemala el 2 de noviembre de 1944, apoyando la candidatura de Juan José Arévalo, por considerarlo la mejor opción, mientras que los órganos periodísticos oficiales desataron una campaña difamatoria en contra de Arévalo.
El 15 de marzo de 1945 tomó posesión de la Presidencia el doctor Arévalo Bermejo, quien a pesar de haber realizado cambios significativos en todo el país recibió críticas de Marroquín Rojas, quien le señaló algunos errores. Debido a estos roces que el gobierno tenía con la prensa, en enero de 1948, la Asociación de Periodistas de Guatemala, logró que el Congreso de la República dejara sin efecto la decisión del Ejecutivo de mandar a cerrar el diario La Hora.
Clemente Marroquín Rojas, se caracterizó por criticar a los gobiernos de turno, dándoles a conocer sus deficiencias.  Cuando llegó al poder Carlos Castillo Armas, el primero de septiembre de 1954, procedió a liquidar la revolución y a los que la habían realizado. La Hora criticó su inexperiencia y la forma de anteponer intereses personales a los nacionales.